# 恒山铁路
恒山铁路，位于黑龙江省鸡西市，由林密铁路鸡西站出岔，至恒山站，全长12.7公里。是恒山煤矿煤炭外运的通道。1938年，由“满洲炭矿株式会社”投资，委托“满铁”建筑。1939年4月至5月勘测并施工，1940年11月14日完成铺轨。1941年11月，交由“满铁”牡丹江铁道局经营。 现属于哈尔滨铁路局鸡西车务段。